# Kelet-kaukázusi kecske
A kelet-kaukázusi kecske vagy dagesztáni túr (Capra cylindricornis) az emlősök (Mammalia) osztályának párosujjú patások (Artiodactyla) rendjébe, ezen belül a tülkösszarvúak (Bovidae) családjába és a kecskeformák (Caprinae) alcsaládjába tartozó faj.
Egyes rendszerezők szerint a nyugat-kaukázusi kecske (Capra caucasica) alfaja Capra caucasica cylindricornis név alatt.

## Előfordulása
Azerbajdzsánban, Grúziában, Oroszországban honos.

## Megjelenése
A kelet-kaukázusi kecske hossza 130–150 cm, a tömege 45–80 kg.

## Életmódja
Egy kelet-kaukázusi kecske csorda 12 egyedből állhat. Füvekkel, levelekkel táplálkozik. A kelet-kaukázusi kecske a szürke farkas és az eurázsiai hiúz zsákmány állata.